# Paranomada nitida
Paranomada nitida là một loài Hymenoptera trong họ Apidae. Loài này được Linsley & Michener mô tả khoa học năm 1937.